# Redmond Gerard
Redmond Gerard, detto Red (Westlake, 29 giugno 2000), è uno snowboarder statunitense.

## Biografia
Specialista di big air e slopestyle, ha esordito in Coppa del Mondo di snowboard il 22 agosto 2012 a Cardrona.
Ha partecipato all'edizione dei Giochi olimpici di Pyeongchang 2018, occasione in cui ha conquistato la medaglia d'oro nello slopestyle.

## Palmarès

### Olimpiadi
- 1 medaglia:
  - 1 oro (slopestyle a Pyeongchang 2018)

### Winter X Games
- 3 medaglie:
  - 2 ori (slopestyle ad Aspen 2024; slopestyle ad Aspen 2025)
  - 1 bronzo (slopestyle ad Aspen 2020)

### Coppa del Mondo
- Vincitore della Coppa del Mondo di slopestyle nel 2017
- 13 podi:
  - 4 vittorie
  - 6 secondi posti
  - 3 terzi posti

#### Coppa del Mondo - vittorie
| Data            | Luogo            | Paese       | Disciplina |
| --------------- | ---------------- | ----------- | ---------- |
| 4 febbraio 2017 | Mammoth Mountain | Stati Uniti | SBS        |
| 12 gennaio 2018 | Snowmass         | Stati Uniti | SBS        |
| 9 marzo 2019    | Mammoth Mountain | Stati Uniti | SBS        |
| 8 gennaio 2022  | Mammoth Mountain | Stati Uniti | SBS        |

Legenda:

SBS = Slopestyle